# 14611 Elsaadawi
14611 Elsaadawi è un asteroide della fascia principale. Scoperto nel 1998, presenta un'orbita caratterizzata da un semiasse maggiore pari a 2,5818101 au e da un'eccentricità di 0,1515835, inclinata di 4,07945° rispetto all'eclittica.
L'asteroide è dedicato alla scrittrice e medico egiziana Nawal al-Sa'dawi.